# 고양 행주성당
고양 행주성당은 대한민국 경기도 고양시 덕양구 행주외동에 있는 성당이다. 2010년 2월 19일 대한민국의 국가등록문화재 제455호로 지정되었다.

## 개요
1910년에 지어진 한옥성당으로 1928년 현 위치로 이축하면서 상량 목부재를 포함하여 당시 사용하였던 기초 부재를 대부분 재활용하였고, 1949년 증축하면서 기록한 상량 묵서도 남아있어 변천과정 기록유지가 잘 되어 있으며, 건물 뼈대를 구성하는 목조가구의 경우 최초 건립 부분과 증축 부분이 잘 남아 있는 등 역사성을 잘 간직하고있다.

## 특별 전대사 순례지 선정
의정부교구 행주본당(주임 추교윤 신부)이 교구 최초로 교황청이 인정한 ‘특별 전대사 순례지’로 선정되었다.
행주 본당의 주임 추교윤(시몬)신부는 2015년 12월8일 교황 직할 로마 성모대성전(Basilica di Santa Maria Maggiore) 대사제 추기경님께 행주성당을 방문하는 신자들에게 전대사의 선익이 합당하고 풍요롭게 베풀어질 수 있도록 교황성하께 중재해주시도록 청원을 올렸다. 이를 2016년 1월 25일 교황청 내사원이 승인하여, 특별히 부여받은 권한으로 의정부 교구 행주의 복되신 동정 마리아 승천 성당을 영구적 전대사 순례지로 선정하였다. 전대사는 행주 성당에서 거행되는 거룩한 예식에 경건하게 참여하거나 적어도 주님의 기도와 신경을 외우는 그리스도교 신자들에게 아래와 같은 날들에 허락하였다.
1. 교황 직할 성모 대성전 주보 축일인 8월 5일
2. 행주 본당의 주보, 성모승천대축일인 8월 15일
3. 복되신 동정 마리아의 대축일 전례 거행일
4. 신자 각자가 일 년 중에 한 번 자유로이 선택한 날
5. 신심의 이유로 행주 성당에 단체적으로 성지순례를 할 때마다

행주 성당은 이를 기념하고 성모님의 도움을 청하는 이들이 기도할 수 있는 거룩한 순례지로 제공하기 위하여 대구 대교구장님 허락으로 대구 대교구 성모당의 모델로 한 행주성당 성모당을 건립하였다.

## 참고 자료
- 고양 행주성당 - 국가유산청 국가유산포털